# Vide Cor Meum

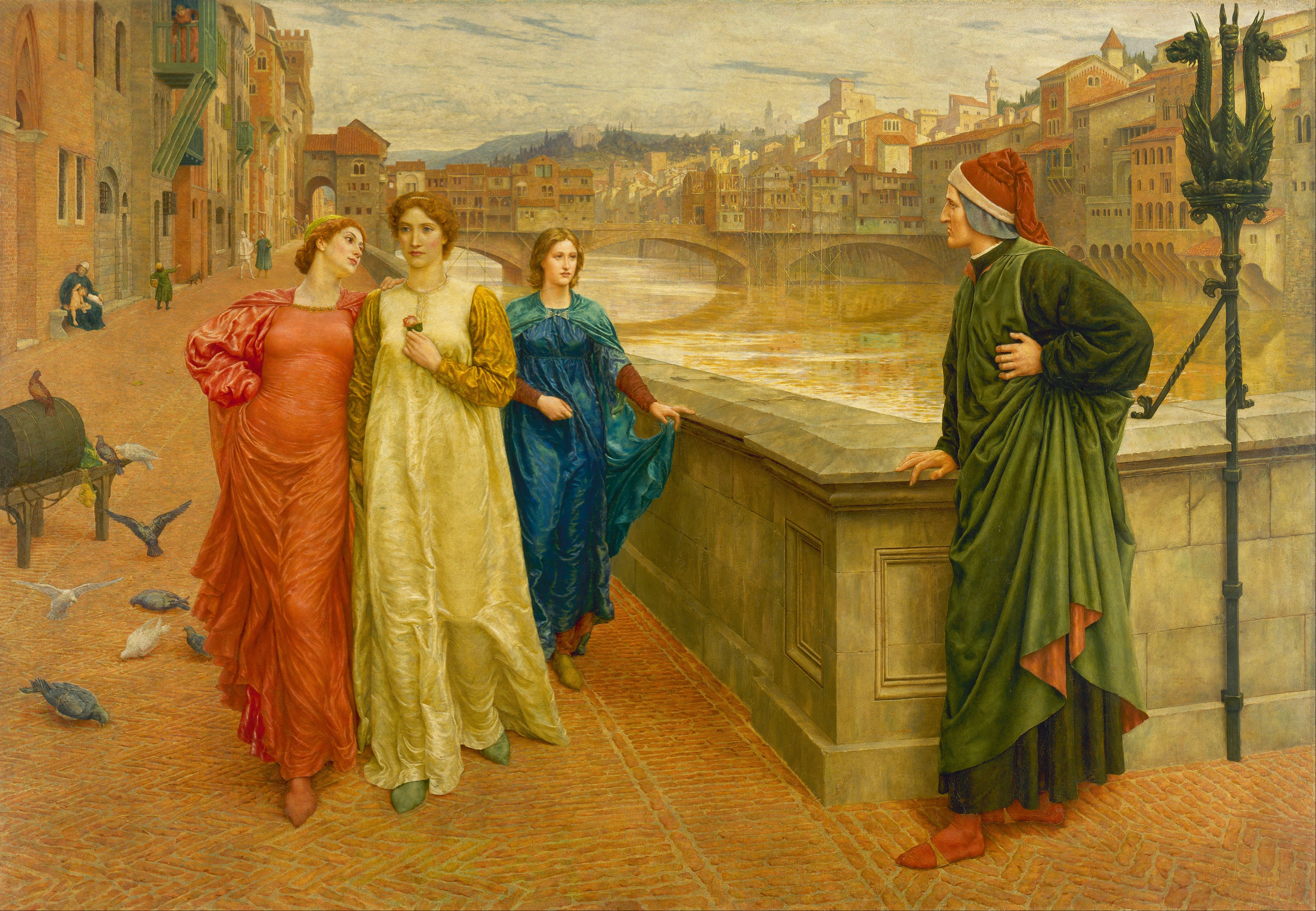
Dante und Beatrice

Vide Cor Meum („Sieh mein Herz“) ist eine Arie des irischen Komponisten Patrick Cassidy.

## Komposition
Das Musikstück für zwei Solisten und Chor basiert auf Dantes Vita Nova, speziell das Sonett „A ciascun’ alma presa“ in Kapitel 3.
Die Erstaufführung des von Patrick Cassidy und Hans Zimmer produzierten Stücks wurde von dem Chor Libera mit Begleitung des Lyndhurst Orchestra unter der Leitung von Gavin Greenaway gestaltet. Solisten waren die Sopranistin Danielle de Niese und der Tenor Bruno Lazzaretti in den Rollen von Beatrice und Dante.

## Filmmusik
- Im Psychothriller Hannibal von 2001 wurde Vide Cor Meum einem breiten Publikum bekannt. In der Freiluftszene einer Opernaufführung in Florenz sitzt Hannibal Lecter, dargestellt von Anthony Hopkins, im Publikum und hört einer Aufführung von Vide Cor Meum zu.
- In Ridley Scotts 2005 erschienenem Historienfilm Königreich der Himmel untermalte das Musikstück die Sterbe- und Beerdigungsszene von König Balduin IV. von Jerusalem.
- Bei der Oscarverleihung 2001 wurde entschieden, für Filmproduzent Dino de Laurentiis bei der Überreichung des Ehren-Oscars für dessen Lebenswerk Vide Cor Meum als Begleitmusik zu spielen.
- Bei den 53. Emmy Awards 2001 wurde Vide Cor Meum als musikalische Untermalung eines Kurzfilms zum Gedenken an die Opfer des Attentat vom 11. September gespielt.
- In der 17. Episode der zehnten Staffel von CSI: Vegas wird das Stück als Untermalung einer Szene verwendet.[1]